# 承久海道キンニャモニャセンター
承久海道キンニャモニャセンター（じょうきゅうかいどうキンニャモニャセンター）は、島根県隠岐郡海士町の菱浦港にある複合施設。運営は第三セクターの株式会社ふるさと海士。
後鳥羽上皇の隠岐配流に因んで「承久海道」と、海士町発祥の隠岐民謡であるキンニャモニャに因んで「キンニャモニャ」という名前が付けられている。島根県立隠岐島前高等学校がある丘陵を背にして、隠岐汽船のフェリー・高速船や内航船が発着する菱浦港の入り江に面して建っている。

## 歴史

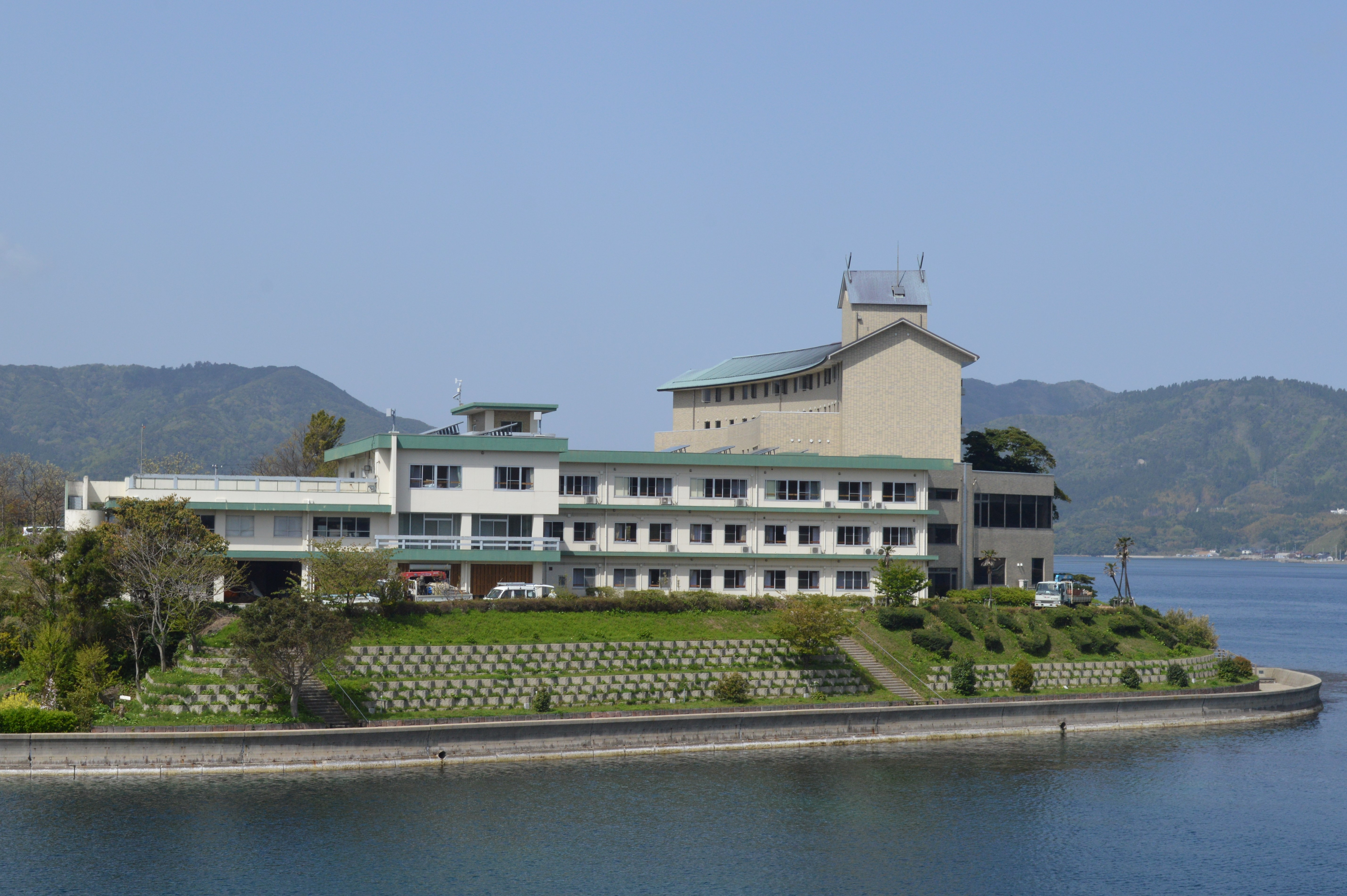
同じく第三セクターのマリンポートホテル海士

海士町では1994年（平成6年）に第三セクターのマリンポートホテル海士が開業している。ホテルに次ぐ第三セクターの施設として、2002年（平成14年）4月に承久海道キンニャモニャセンターが開館した。木造2階建の建物であり、設計はアズテック建築設計研究室、施工は松江土建である。キンニャモニャセンターの開館を機に、海士町は観光と定住を担う「交流促進課」、第一次産業の振興を図る「地産地商課」、新たな産業の創出を目指す「産業創出課」の3課を海士町役場からキンニャモニャセンター内に移している。
2003年（平成15年）には島根県による第10回しまね景観賞で公共建築部門奨励賞を受賞した。2012年（平成24年）3月10日と11日には10周年創業祭が開催された。2015年（平成27年）4月にはリニューアル感謝祭を開催し、津軽三味線のライブ演奏や隠岐民謡の披露などが行われた。

## 施設
- 交通ターミナル
  - 隠岐汽船によるフェリーや高速船
  - 隠岐観光による島前内航船
  - 海士町島内巡回バス、タクシー
- 海士町役場の施設
  - 観光案内所である海士町観光協会
  - 海士町漁協の直売店である「大漁」

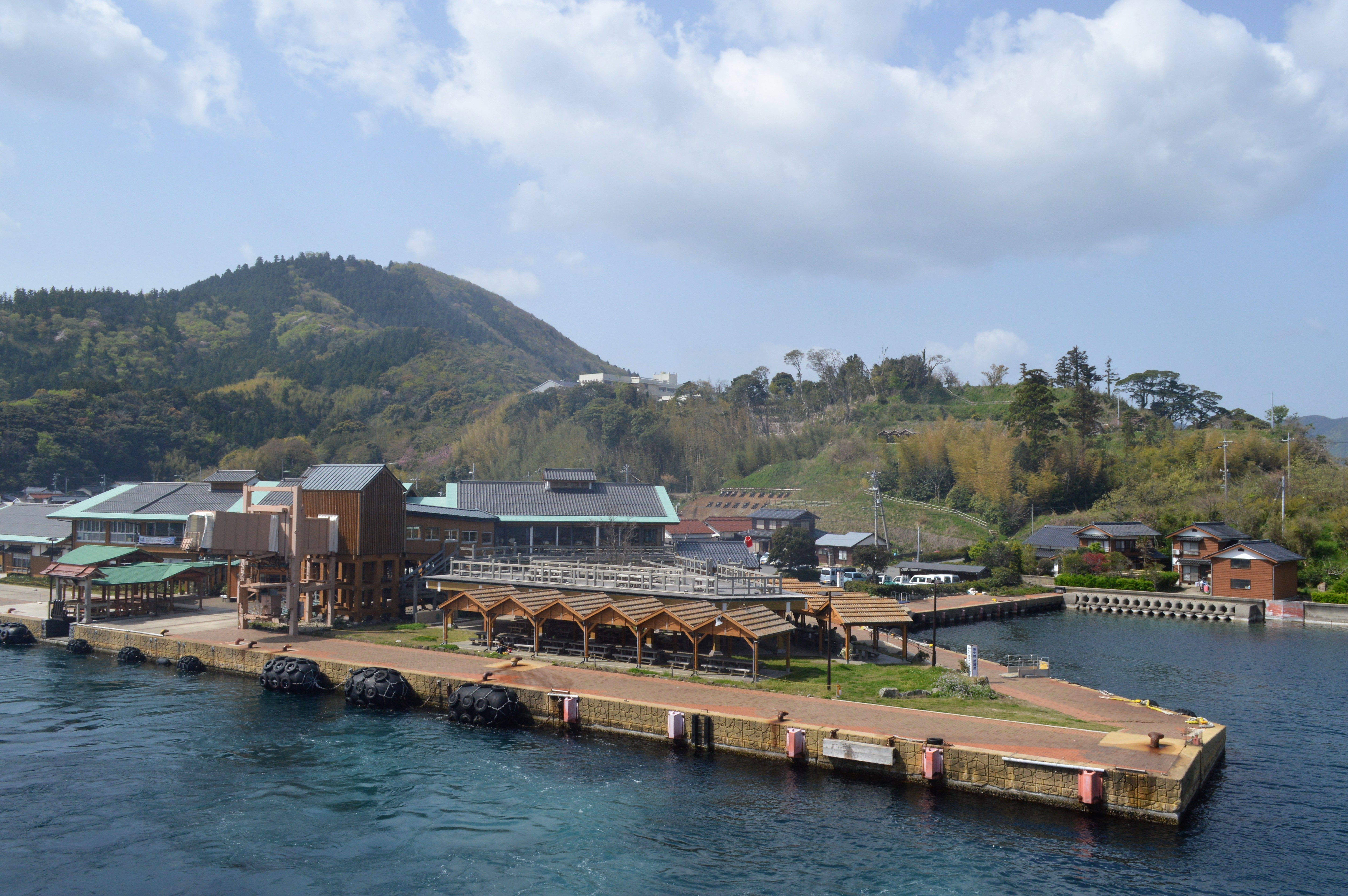
海上から見た承久海道キンニャモニャセンター（左）

  - 海士町役場の産業三課（交流促進課、地産地商課、産業創出課）
  - 海士町中央図書館キンニャモニャセンター図書分館
- 株式会社ふるさと海士の直営施設
  - 農産物直売所「しゃん山」
  - 土産物・特産物の商店「島じゃ常識商店」
  - レストラン「船渡来流亭」

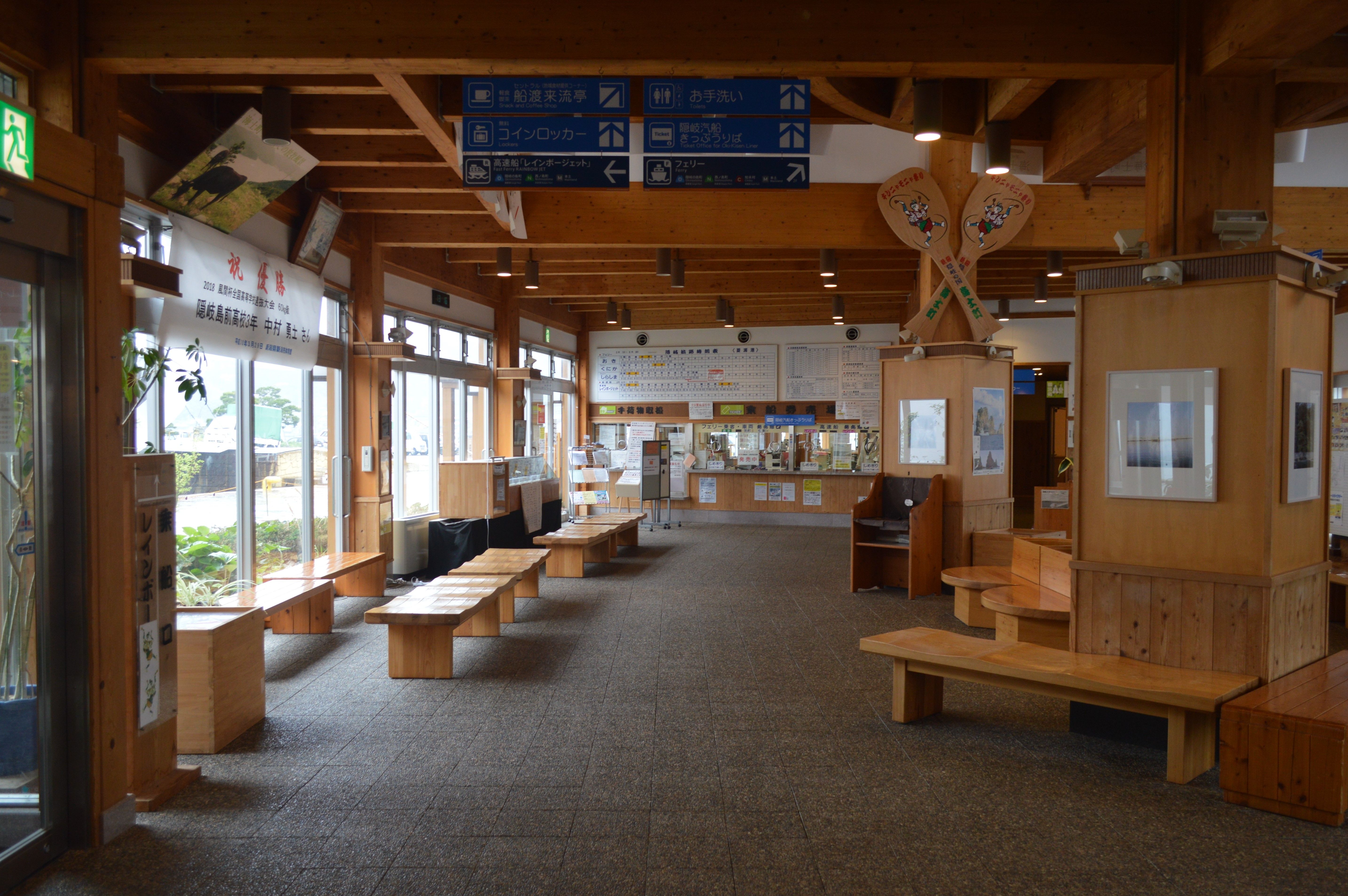
フェリー・高速船の待合所
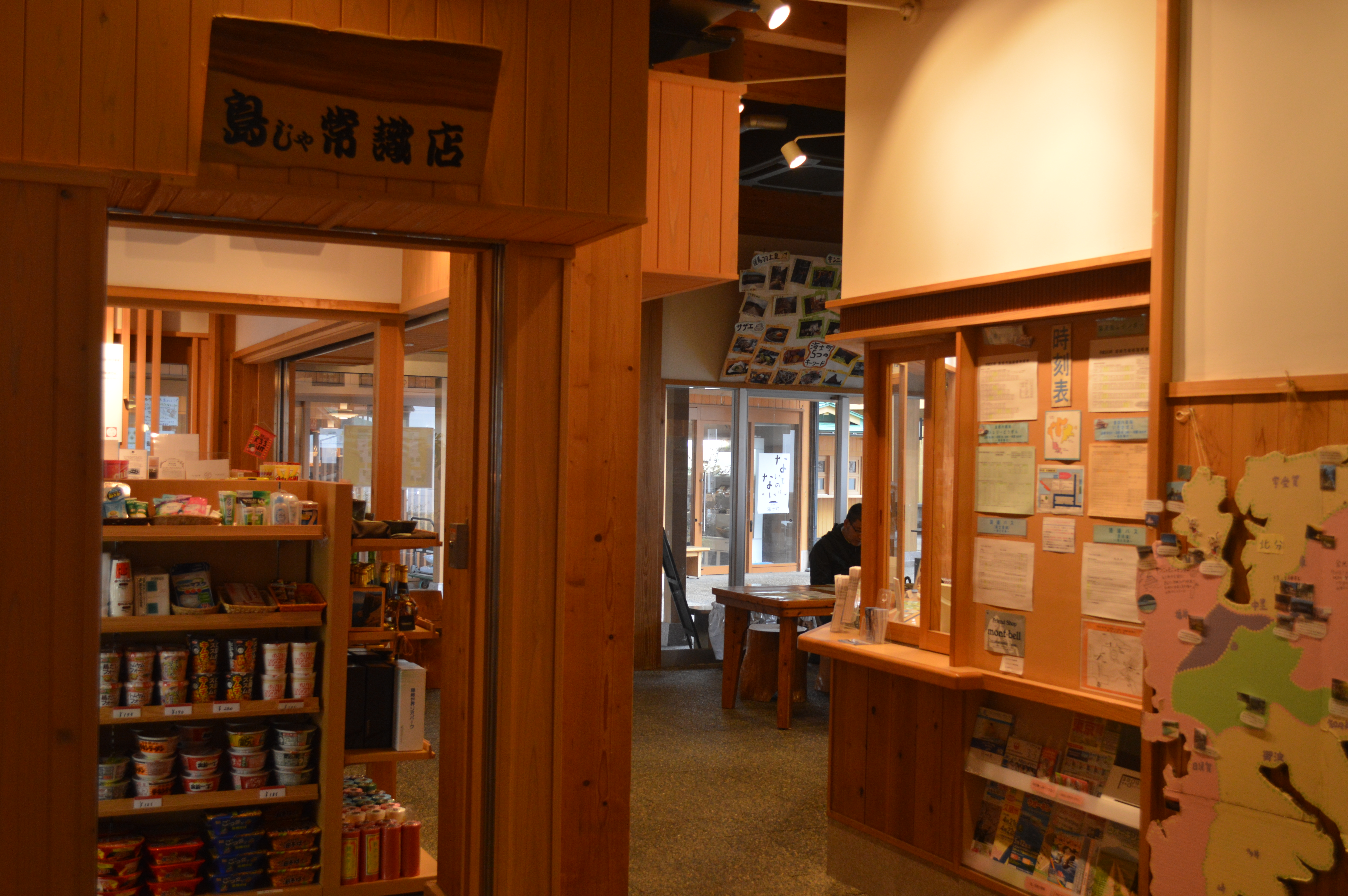
海士町観光協会（右）と島じゃ常識商店（左）
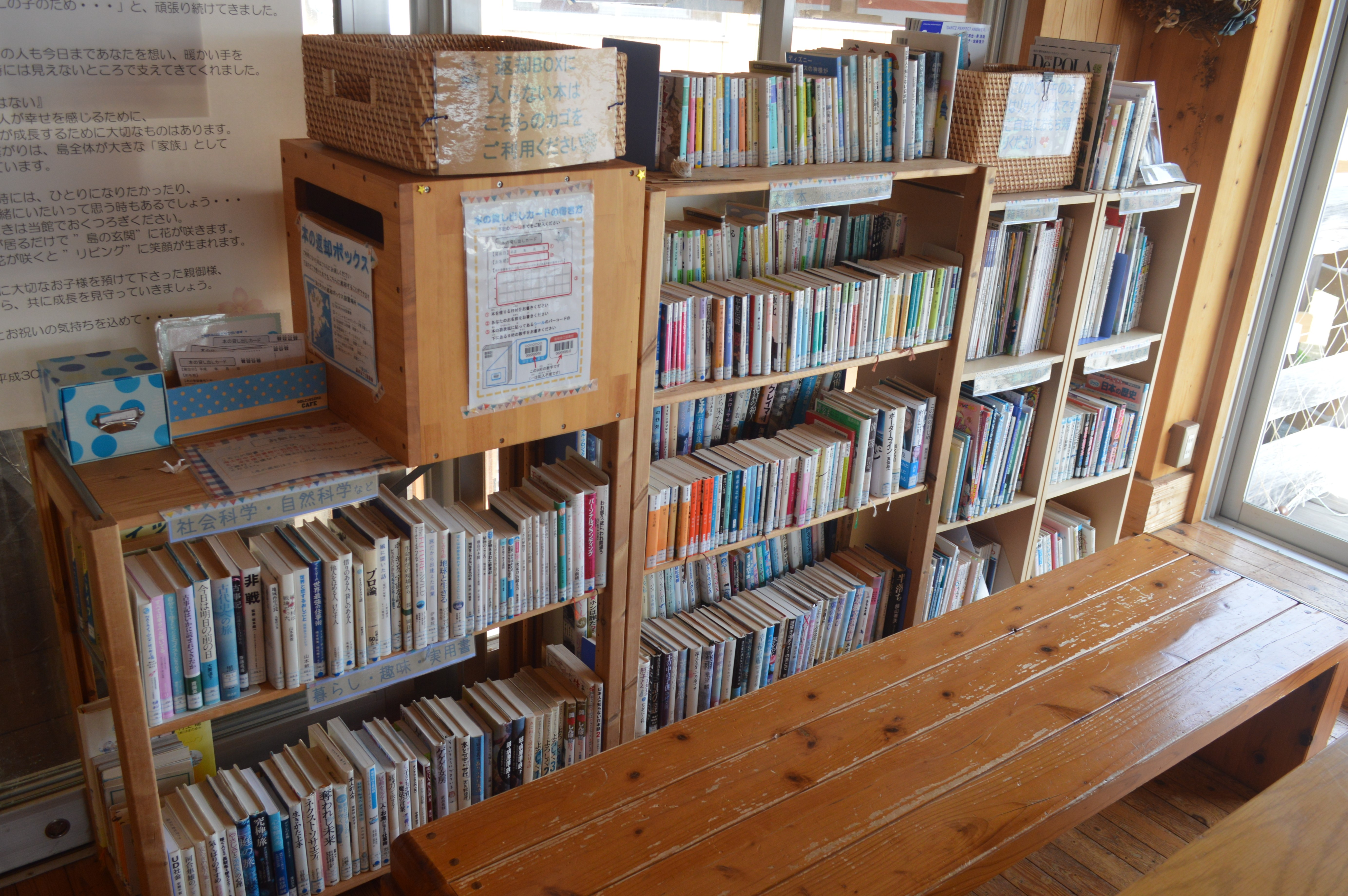
海士町中央図書館キンニャモニャセンター図書分館